# Större krukmakargeting
Större krukmakargeting (Eumenes papillarius) är en stekelart som först beskrevs av Christ 1791. Enligt Catalogue of Life ingår större krukmakargeting i släktet krukmakargetingar och familjen Eumenidae, men enligt Dyntaxa är tillhörigheten istället släktet krukmakargetingar och familjen getingar. Arten har ej påträffats i Sverige.

## Underarter
Arten delas in i följande underarter:
- E. p. balticus
- E. p. monticola
- E. p. rubricornis